# Marcia Warren
Marcia Warren (* 26. November 1943 in Watford, Hertfordshire) ist eine britische Schauspielerin.

## Leben und Karriere
Marcia Warren machte ihren Abschluss als Schauspielerin an der Guildhall School of Music and Drama im Jahr 1963. Nach eigener Aussage war sie fast nie in Hauptrollen zu sehen, spezialisierte sich dabei aber auf komische Figuren. Nach Anfängen bei Repertoiretheatern in ganz England wurde sie zu einer gefragten Schauspielerin am Londoner West End, die unter anderem mit zwei Laurence Olivier Awards in der Kategorie Beste Nebendarstellerin ausgezeichnet wurde: 1984 für die Komödie Stepping Out von Richard Harris, 2002 für Charlotte Jones’ Humble Boy in einer Produktion am Royal National Theatre. Sie spielte viele exzentrische und komödiantische Figuren, etwa die Wahrsagerin Madame Arcati in Noel Cowards Blithe Spirit oder eine der mörderischen Schwestern in Arsen und Spitzenhäubchen. Daneben spielte sie aber auch immer wieder dramatische Rollen wie die Gertrude in einer Europatournee von Hamlet neben Ian McKellen.
1970 hatte Marcia Warren ihr Fernsehdebüt und war seitdem Gastdarstellerin in zahlreichen Serien wie Coronation Street, Inspector Lynley, Mehr Schein als Sein, Inspector Barnaby und Sherlock. Erstmals im Kino war sie 1986 in Mr. Love zu sehen, allerdings blieben ihre Leinwandauftritte eher selten und kleinerer Natur. Mehr Erfolg hatte sie mit ihren Auftritten in Sitcoms, etwa als neugierige Nachbarin Vera in No Place Like Home zwischen 1983 und 1986. Wiederkehrende Auftritte hatte sie auch neben Ian McKellen und Derek Jacobi in Vicious (2013–2016) als deren vergessliche Freundin Penelope sowie als Mrs. Boggle in der Krimikomödien-Serie Agatha Raisin (seit 2014). In den Jahren 2022 und 2023 verkörperte Warren die Queen Mother Elizabeth Bowes-Lyon in der fünften und sechsten Staffel der Serie The Crown.

## Filmografie (Auswahl)
- 1970: The Dustbinmen (Fernsehserie, Folge 2x01)
- 1980: The History of Mr. Polly (Miniserie, Folge 1x02)
- 1983–1984: Now and Then (Fernsehserie, 13 Folgen)
- 1983–1986: No Place Like Home (Fernsehserie, 26 Folgen)
- 1985–1986: I Woke Up One Morning (Fernsehserie, 7 Folgen)
- 1986: Mr. Love
- 1989: Behaving Badly (Miniserie, 2 Folgen)
- 1991–2003: The Bill (Fernsehserie, 5 Folgen)
- 1992: Mehr Schein als Sein (Keeping Up Appearances, Fernsehserie, Folge 3x03)
- 1992–2015: Casualty (Fernsehserie, 3 Folgen)
- 1995: September Song (Fernsehserie, 4 Folgen)
- 1996–1998: Polizeiarzt Dangerfield (Dangerfield, Fernsehserie, 30 Folgen)
- 2000: Coronation Street (Fernsehserie, eine Folge)
- 2002: Wer tötete Victor Fox? (Unconditional Love)
- 2003: Inspector Lynley (The Inspector Lynley Mysteries, Fernsehserie, Folge 2x02)
- 2003: Margery and Gladys (Fernsehfilm)
- 2003–2004: My Dad’s the Prime Minister (Fernsehserie, 4 Folgen)
- 2004: Gladiatress
- 2005: Twenty Thousand Streets Under the Sky (Miniserie, 3 Folgen)
- 2005: Der Preis des Verbrechens (Trial & Retribution, Fernsehserie, 2 Folgen)
- 2005: Mrs. Palfrey at the Claremont
- 2005–2011: Doctors (Fernsehserie, 3 Folgen)
- 2006: Housewife, 49 (Fernsehfilm)
- 2006, 2008: Jam & Jerusalem (Clatterford, Fernsehserie, 2 Folgen)
- 2007: Das Chaos – Gar nicht allein zu Haus! (The All Together)
- 2007: Inspector Barnaby (Midsomer Murders) Fernsehserie, Staffel 10, Folge 8: Geliebt, gejagt, getötet (Death In A Chocolate Box)
- 2008: Lady Godiva
- 2008: Margaret Thatcher: The Long Walk to Finchley (Fernsehfilm)
- 2008: Liebe zwischen den Zeilen (Consuming Passion, Fernsehfilm)
- 2009–2011: Life of Riley (Fernsehserie, 5 Folgen)
- 2010: Verlobung auf Umwegen (Leap Year)
- 2011: Hattie (Fernsehfilm)
- 2011: Injustice - Unrecht! (Injustice, Miniserie, 2 Folgen)
- 2011: New Tricks – Die Krimispezialisten (New Tricks, Fernsehserie, Folge 8x03)
- 2011–2013: The Cafe (Fernsehserie, 8 Folgen)
- 2012: Run for Your Wife
- 2013–2016: Vicious (Fernsehserie, 11 Folgen)
- 2014: Father Brown (Fernsehserie, Folge 2x03)
- 2014: Fear of Water
- 2014: Edge of Heaven (Fernsehserie, 6 Folgen)
- seit 2014: Agatha Raisin (Fernsehserie)
- 2016: Absolutely Fabulous: Der Film (Ab Fab: The Movie)
- 2016: Sexy Murder (Miniserie, 3 Folgen)
- 2017: Sherlock – Die sechs Thatchers (The Six Thatchers, Fernsehfilm)
- 2017: Quacks (Fernsehserie, 2 Folgen)
- 2018: Dead in a Week (oder Geld zurück) (Dead in a Week: Or Your Money Back)
- 2019: Inspector Barnaby (Midsomer Murders) Fernsehserie, Staffel 20, Folge 4: Die Löwen sind los (The Lions Of Causton)
- 2019: Don’t Forget the Driver (Miniserie, 6 Folgen)
- 2022–2023: The Crown (Fernsehserie, 16 Folgen)
- 2023: Beyond Paradise (Fernsehserie, 1x05)